# Eueides apicalis
Eueides apicalis är en fjärilsart som beskrevs av Johannes Karl Max Röber 1927. Eueides apicalis ingår i släktet Eueides och familjen praktfjärilar. Inga underarter finns listade i Catalogue of Life.